# Antoinette (Jack de Nijs)
Antoinette is een lied dat werd geschreven door Jack de Nijs. Leo den Hop bracht het in 1968 uit op een single en bereikte er de top 10 mee van de Nederlandse hitlijsten. Op de B-kant staat Nou, nou waar blijf je dan. De productie van de single kwam ook van De Nijs.
Vervolgens werd het nummer nog verschillende malen gecoverd, waaronder door Ray Miller die er in Duitsland een hit mee had.

## Hitnoteringen
Leo den Hop bereikte de Nederlandse hitlijsten met zijn single. Ray Miller stond in Duitsland 6 weken in de hitlijst met nummer 28 als hoogste notering.
| Antoinette in de Nederlandse Top 40 van 11-1-1969 t/m 1-3-1969 | Antoinette in de Nederlandse Top 40 van 11-1-1969 t/m 1-3-1969 | Antoinette in de Nederlandse Top 40 van 11-1-1969 t/m 1-3-1969 | Antoinette in de Nederlandse Top 40 van 11-1-1969 t/m 1-3-1969 | Antoinette in de Nederlandse Top 40 van 11-1-1969 t/m 1-3-1969 | Antoinette in de Nederlandse Top 40 van 11-1-1969 t/m 1-3-1969 | Antoinette in de Nederlandse Top 40 van 11-1-1969 t/m 1-3-1969 | Antoinette in de Nederlandse Top 40 van 11-1-1969 t/m 1-3-1969 | Antoinette in de Nederlandse Top 40 van 11-1-1969 t/m 1-3-1969 | Antoinette in de Nederlandse Top 40 van 11-1-1969 t/m 1-3-1969 |
| Week                                                           | 1                                                              | 2                                                              | 3                                                              | 4                                                              | 5                                                              | 6                                                              | 7                                                              | 8                                                              |                                                                |
| -------------------------------------------------------------- | -------------------------------------------------------------- | -------------------------------------------------------------- | -------------------------------------------------------------- | -------------------------------------------------------------- | -------------------------------------------------------------- | -------------------------------------------------------------- | -------------------------------------------------------------- | -------------------------------------------------------------- | -------------------------------------------------------------- |
| Positie                                                        | 28                                                             | 17                                                             | 13                                                             | 8                                                              | 9                                                              | 10                                                             | 14                                                             | 22                                                             | uit                                                            |

| Antoinette in de Parool Top 20 van 18-1-1969 t/m 1-3-1969 | Antoinette in de Parool Top 20 van 18-1-1969 t/m 1-3-1969 | Antoinette in de Parool Top 20 van 18-1-1969 t/m 1-3-1969 | Antoinette in de Parool Top 20 van 18-1-1969 t/m 1-3-1969 | Antoinette in de Parool Top 20 van 18-1-1969 t/m 1-3-1969 | Antoinette in de Parool Top 20 van 18-1-1969 t/m 1-3-1969 | Antoinette in de Parool Top 20 van 18-1-1969 t/m 1-3-1969 | Antoinette in de Parool Top 20 van 18-1-1969 t/m 1-3-1969 | Antoinette in de Parool Top 20 van 18-1-1969 t/m 1-3-1969 |
| Week                                                      | 1                                                         | 2                                                         | 3                                                         | 4                                                         | 5                                                         | 6                                                         | 7                                                         |                                                           |
| --------------------------------------------------------- | --------------------------------------------------------- | --------------------------------------------------------- | --------------------------------------------------------- | --------------------------------------------------------- | --------------------------------------------------------- | --------------------------------------------------------- | --------------------------------------------------------- | --------------------------------------------------------- |
| Positie                                                   | 17                                                        | 14                                                        | 11                                                        | 10                                                        | 10                                                        | 12                                                        | 17                                                        | uit                                                       |

## Versies
Covers van het lied verschenen in verschillende talen.
| Jaar | artiest              | titel              | taal       | opmerking                                        |
| ---- | -------------------- | ------------------ | ---------- | ------------------------------------------------ |
| 1968 | Leo den Hop          | Antoinette         | Nederlands | A-kant single, top 10-notering in Nederland      |
| 1969 | Ray Miller           | Antoinette         | Duits      | A-kant single, nr. 28-notering in Duitsland      |
| 1969 | Los Marcellos Ferial | Antonietta         | Italiaans  | B-kant van de single Michael                     |
| 1969 | La Trinca            | Marieta            | Catalaans  | album Tots som pops (O tocata i fuig com puguis) |
| 1970 | Ewa Roos             | Än klappar hjärtat | Zweeds     | album Ewa Roos                                   |
| 1987 | De Havenzangers      | Oh Antoinette      | Nederlands | album 10 jaar                                    |